# Jacques Mandelbaum
Pour les articles homonymes, voir Mandelbaum.
Jacques Mandelbaum est un journaliste et critique cinématographique né le 1er mai 1958 à Neuilly-sur-Seine (France).
Depuis 1995, il publie des articles dans le quotidien Le Monde.

## Biographie
Jacques Mandelbaum entre au Monde en 1995 où il est journaliste.
Il est par ailleurs l’auteur de monographies sur le cinéma ou des cinéastes, publiées par les éditions des Cahiers du cinéma.

## Publications
- 1999 : Hou Hsiao-hsien, collectif, éditions Les Cahiers du cinéma
- 2001 : Jacques Rozier le funambule, collectif, éditions Les Cahiers du cinéma
- 2007 : Jean-Luc Godard, éditions Les Cahiers du cinéma,  (ISBN 978-2866424800)
- 2007 : Le Cinéma et la Shoah, collectif, éditions Les Cahiers du cinéma
- 2008 : Ingmar Bergman, éditions Les Cahiers du cinéma,  (ISBN 978-2866424954)
- 2009 : Anatomie d'un film, éditions Grasset & Fasquelle,  (ISBN 978-2246711117)